# 海德兰 (图林根州)
海德兰是德国图林根州的一个市镇。总面积37.56平方公里，总人口1776人（2019年12月31日），人口密度47人/平方公里。